# Bradford East

Localisation de la circonscription de Bradford East au sein du Yorkshire de l'Ouest.

La circonscription de Bradford East est une circonscription électorale britannique située dans le Yorkshire de l'Ouest.
Elle est créée en 1885 à partir de la circonscription de Bradford et disparaît en 1974. Son territoire est réparti entre les circonscriptions de Bradford North, Bradford South et Bradford West. Elle est recréée en 2010 en remplacement de la circonscription de Bradford North. Depuis 2015, elle est représentée à la Chambre des communes du Parlement britannique par Imran Hussain, du Parti travailliste.

## Liste des députés

### 1885-1974
- 1885 : Angus Holden (libéral)
- 1886 : Henry Byron Reed (conservateur)
- 1892 : William Sproston Caine (libéral)
- 1895 : Henry Byron Reed (conservateur)
- 1896 : Ronald Henry Fulke Greville (conservateur)
- 1906 : William Edward Briggs Priestley (libéral)
- 1918 : Charles Edgar Loseby (démocrate national)
- 1922 : Frederick William Jowett (travailliste)
- 1924 : Thomas Davis Fenby (libéral)
- 1929 : Frederick William Jowett (travailliste)
- 1931 : Joseph Hepworth (conservateur)
- 1945 : Frank McLeavy (travailliste)
- 1966 : Edward Lyons (travailliste)

### depuis 2010
- 2010 : David Ward (libéral-démocrate)
- 2015 : Imran Hussain (travailliste)